# 布拉德·埃文斯
布拉德·埃文斯（英語：Brad Evans；1985年4月20日—）是美國的一位足球運動員，在場上的位置是後衛。他現在效力於北美職業足球大聯盟球隊西雅圖海灣人。他也代表美國國家足球隊參加賽事，並且取得過進球。